# FIVB World Tour 2004 der Männer
Die FIVB World Tour 2004 der Männer bestand aus 14 Beachvolleyball-Turnieren, von denen drei als Grand Slam und elf als Open ausgetragen wurden. Gesamtsieger wurden wie schon im Vorjahr die Brasilianer Ricardo Santos und Emanuel Rego.

## Turniere

### Salvador Open (16. bis 21. März)
| Platz | Team                                |
| ----- | ----------------------------------- |
| 1     | Ricardo Santos / Emanuel Rego       |
| 2     | Stefan Kobel / Patrick Heuscher     |
| 3     | Mariano Baracetti / Martín Conde    |
| 4     | Markus Dieckmann / Jonas Reckermann |
| 5     | Tande Ramos / Franco Neto           |
| 5     | Francisco Álvarez / Juan Rosell     |
| 7     | Benjamin Insfran / Harley Marques   |
| 7     | Fred Souza / Pedro Brazão           |

Beste Österreicher beim ersten Turnier des Jahres waren Clemens Doppler und Nik Berger auf dem geteilten dreizehnten Platz. Davor platzierten sich die Deutschen Andreas Scheuerpflug / Christoph Dieckmann auf Rang neun. Dessen Bruder Markus und Jonas Reckermann verloren ihr Halbfinale gegen Kobel / Heuscher und danach gegen Baracetti / Conde, die zuvor gegen Ricardo und Emanuel den Kürzeren gezogen hatten. Die Brasilianer gewannen auch das Endspiel gegen das Schweizer Duo.

### Kapstadt Open (23. bis 28. März)
| Platz | Team                                |
| ----- | ----------------------------------- |
| 1     | Tande Ramos / Franco Neto           |
| 2     | Ricardo Santos / Emanuel Rego       |
| 3     | Benjamin Insfran / Harley Marques   |
| 4     | Robert Nowotny / Peter Gartmayer    |
| 5     | Javier Bosma / Pablo Herrera        |
| 5     | Markus Dieckmann / Jonas Reckermann |
| 7     | Stefan Kobel / Patrick Heuscher     |
| 7     | Paul Laciga / Martin Laciga         |

Zwei Schweizer Paare teilten sich den siebten Rang. Markus Dieckmann und Jonas Reckermann wurden diesmal Fünfte. Nachdem Nowotny / Gartmayer sowohl gegen Tande / Franco als auch gegen Benjamin / Harley verloren, wurde auf dem Stockerl ausschließlich portugiesisch gesprochen. Die Bezwinger der Österreicher in der Vorschlussrunde konnten auch das brasilianische Duell gegen Ricardo / Emanuel für sich entscheiden.

### Lianyungang Open (19. bis 23. Mai)
| Platz | Team                            |
| ----- | ------------------------------- |
| 1     | Javier Bosma / Pablo Herrera    |
| 2     | Ricardo Santos / Emanuel Rego   |
| 3     | Pedro Cunha / Pará Ferreira     |
| 4     | Todd Rogers / Sean Scott        |
| 5     | Stefan Kobel / Patrick Heuscher |
| 5     | Eric Fonoimoana / Kevin Wong    |
| 7     | Andrew Schacht / Joshua Slack   |
| 7     | Dain Blanton / Jeff Nygaard     |

Jörg Ahmann Axel Hager und Robert Nowotny / Peter Gartmayer belegten gemeinsam mit zwei Schweizer Duos den neunten Platz. Beste Eidgenossen waren mal wieder Kobel / Heuscher als Fünfte. Ricardo / Emanuel besiegten ihre Landsleute und sicherten sich wie in Südafrika Silber. Für Cunha und Pará blieb nach dem Erfolg über Rogers und Scott Bronze. Die US-Amerikaner hatten zuvor schon gegen Bosma / Herrera verloren, die durch den anschließenden Finalsieg ihre erste und einzige gemeinsame Goldmedaille auf der World Tour gewannen.

### Budva Open (26. bis 30. Mai)
| Platz | Team                                |
| ----- | ----------------------------------- |
| 1     | Ricardo Santos / Emanuel Rego       |
| 2     | Markus Dieckmann / Jonas Reckermann |
| 3     | Stefan Kobel / Patrick Heuscher     |
| 4     | Kristjan Kais / Rivo Vesik          |
| 5     | Julien Prosser / Mark Williams      |
| 5     | Paul Laciga / Martin Laciga         |
| 7     | Benjamin Insfran / Márcio Araújo    |
| 7     | Tande Ramos / Franco Neto           |

Nik Berger / Clemens Doppler teilten sich den siebzehnten Rang mit Christoph Dieckmann / Andreas Scheuerpflug und sechs weiteren Paaren. Davor belegten Sascha Heyer / Markus Egger den neunten und die Laciga Brüder den fünften Platz. Markus Dieckmann / Jonas Reckermann schickten Kais / Versik ins kleine Finale. Ricardo / Emanuel waren stärker als Kobel / Heuscher, nach dem anschließenden Sieg gegen die Deutschen zum zweiten Mal ganz oben auf dem Treppchen und zum vierten Mal nacheinander im Endspiel. Die Schweizer wurden Dritte.

### Espinho Open (2. bis 6. Juni)
| Platz | Team                                |
| ----- | ----------------------------------- |
| 1     | Ricardo Santos / Emanuel Rego       |
| 2     | Jørre Kjemperud / Vegard Høidalen   |
| 3     | Benjamin Insfran / Márcio Araújo    |
| 4     | Markus Dieckmann / Jonas Reckermann |
| 5     | Julien Prosser / Mark Williams      |
| 5     | John Child / Mark Heese             |
| 7     | Roman Arkajew / Dmitri Barsuk       |
| 7     | Sascha Heyer / Markus Egger         |

Wie schon in Serbien und Montenegro standen Nik Berger / Clemens Doppler als beste Österreicher auf dem siebzehnten Platz. Besser waren Christoph Dieckmann und Andreas Scheuerpflug als Dreizehnte sowie Paul und Martin Laciga als Neunte. Erfolgreichste Schweizer in Portugal waren Heyer / Egger als Siebte.
Zum fünften Mal stand das gleiche Team im Finale und zum fünften Mal war ein anderes Duo der Gegner. Ricardo / Emanuel siegten gegen Markus Dieckmann / Reckermann sowie gegen Kjemperud / Høidalen und sicherten sich den dritten Titel der Saison. Die Norweger hatten zuvor die Landsleute der Südamerikaner bezwungen.

### Carolina Open (9. bis 13. Juni)
| Platz | Team                             |
| ----- | -------------------------------- |
| 1     | Pedro Cunha / Pará Ferreira      |
| 2     | Mariano Baracetti / Martín Conde |
| 3     | Tande Ramos / Franco Neto        |
| 4     | Dax Holdren / Stein Metzger      |
| 5     | Andrew Schacht / Joshua Slack    |
| 5     | Benjamin Insfran / Márcio Araújo |
| 7     | Julien Prosser / Mark Williams   |
| 7     | Dain Blanton / Jeff Nygaard      |

Nachdem das beste Team des Jahres in Puerto Rico nicht am Start war, war der Weg frei für ein anderes brasilianisches Beachpaar. Die Bronzemedaillengewinner von China setzten sich gegen Holdren / Metzger und Baracetti / Conde durch. Dies war für Pará und Cunha die erste und einzige gemeinsame Goldmedaille. Im kleinen Finale siegten Tande und Franco, die zuvor gegen die Argentinier das Nachsehen hatten.
Teams aus der BRD und die besten Schweizer Duos waren nicht am Start. So konnten sich Robert Nowotny / Peter Gartmayer als Dreizehnte zum zweiten Mal als bestes deutschsprachiges Beachpaar präsentieren. Die einzigen Eidgenossen Vesti / Gscheidle wurden Siebzehnte.

### Gstaad Open (16. bis 20. Juni)
| Platz | Team                                |
| ----- | ----------------------------------- |
| 1     | Stefan Kobel / Patrick Heuscher     |
| 2     | Markus Dieckmann / Jonas Reckermann |
| 3     | Ricardo Santos / Emanuel Rego       |
| 4     | Benjamin Insfran / Márcio Araújo    |
| 5     | Sascha Heyer / Markus Egger         |
| 5     | Paul Laciga / Martin Laciga         |
| 7     | Nik Berger / Clemens Doppler        |
| 7     | David Klemperer / Niklas Rademacher |

Gleich sechs Teams aus deutschsprachigen Ländern waren unter den Topp Acht. Klemperer / Rademacher teilten sich mit den besten Österreichern Berger / Doppler den siebten Rang. Fünfte wurden gemeinsam die Lacigas und Heyer / Egger aus der Schweiz. Das Finale bestritten Heuscher / Kobel nach dem Sieg über Ricardo / Emanuel und Markus Dieckmann / Reckermann nach dem Erfolg gegen Benjamin / Márcio Araújo, die anschließend auch das Spiel um den dritten Platz verloren. Im letzten Spiel des Turniers im Heimatland hatten die Eidgenossen das bessere Ende für sich.

### Berlin Grand Slam (23. bis 27. Juni)
| Platz | Team                                       |
| ----- | ------------------------------------------ |
| 1     | Markus Dieckmann / Jonas Reckermann        |
| 2     | Paul Laciga / Martin Laciga                |
| 3     | Mariano Baracetti / Martín Conde           |
| 4     | Ricardo Santos / Emanuel Rego              |
| 5     | Benjamin Insfran / Márcio Araújo           |
| 5     | Stefan Kobel / Patrick Heuscher            |
| 7     | Andrew Schacht / Joshua Slack              |
| 7     | Christoph Dieckmann / Andreas Scheuerpflug |

Beim ersten Grand Slam der Saison lautete das Endspiel wie im Event zuvor Deutschland gegen die Schweiz. Diesmal waren die Gegner von Markus Dieckmann jedoch nicht Heuscher / Kobel, die den geteilten fünften Platz belegten, sondern die Laciga Brüder. Auch in der Bundeshauptstadt war das Heimduo siegreich. Die Deutschen hatten zuvor Baracetti / Conde bezwungen. Die Schweizer setzten sich gegen Ricardo und Emanuel durch, die zum ersten Mal bei einer Teilnahme ohne Medaillen die Heimreise antreten mussten. Christoph Dieckmann / Andreas Scheuerpflug als Siebte sowie Sascha Heyer / Markus Egger als Neunte platzierten sich noch vor Robert Nowotny / Peter Gartmayer, die als beste Österreicher den Wettbewerb als Dreizehnte beendeten.

### Stavanger Open (1. bis 4. Juli)
| Platz | Team                                       |
| ----- | ------------------------------------------ |
| 1     | Ricardo Santos / Emanuel Rego              |
| 2     | David Klemperer / Niklas Rademacher        |
| 3     | Tande Ramos / Franco Neto                  |
| 4     | Christoph Dieckmann / Andreas Scheuerpflug |
| 5     | Sascha Heyer / Markus Egger                |
| 5     | Todd Rogers / Sean Scott                   |
| 7     | Andrew Schacht / Joshua Slack              |
| 7     | Dax Holdren / Stein Metzger                |

Robert Nowotny / Peter Gartmayer belegten den geteilten siebzehnten Platz. Heyer / Egger als bestes Schweizer Team wurden Fünfte. Im Halbfinale gab es zwei Duelle zwischen Beachpaaren aus der gleichen Nation. Während Klemperer / Rademacher in der innerdeutschen Auseinandersetzung das Endspiel erreichten, waren Ricardo / Emanuel beim brasilianischen Vergleich die Besseren und sicherten sich danach die Goldmedaille. Tande / Franco erkämpften gegen Chr. Dieckmann / Scheuerpflug Bronze.

### Mallorca Open (7. bis 11. Juli)
| Platz | Team                                |
| ----- | ----------------------------------- |
| 1     | Paul Laciga / Martin Laciga         |
| 2     | Sascha Heyer / Markus Egger         |
| 3     | Fábio Luiz / Paulo Emilio           |
| 4     | Mariano Baracetti / Martín Conde    |
| 5     | Fred Souza / Harley Marques         |
| 5     | Iver Horrem / Bjørn Maaseide        |
| 7     | Andrew Schacht / Joshua Slack       |
| 7     | Markus Dieckmann / Jonas Reckermann |

Wie schon vor zwei Jahren, waren auch 2004 die Lacigas auf Mallorca nicht zu schlagen und verwiesen ihre Landsleute auf den zweiten Rang. Heyer / Egger hatten zuvor Baracetti / Conde besiegt. Fabio Luiz und Paulo Emilio konnten sich nach der Niederlage im anderen Semifinale im Bronzematch gegen die Argentinier schadlos halten. Dieckmann / Reckermann wurden Siebte, Nowotny / Gartmayer schafften es als Neunte in die Topp Zwölf.

### Marseille Grand Slam (14. bis 18. Juli)
| Platz | Team                                       |
| ----- | ------------------------------------------ |
| 1     | Benjamin Insfran / Márcio Araújo           |
| 2     | Stefan Kobel / Patrick Heuscher            |
| 3     | Mariano Baracetti / Martín Conde           |
| 4     | Todd Rogers / Sean Scott                   |
| 5     | Tande Ramos / Franco Neto                  |
| 5     | Christoph Dieckmann / Andreas Scheuerpflug |
| 7     | Javier Bosma / Pablo Herrera               |
| 7     | Markus Dieckmann / Jonas Reckermann        |

Nowotny / Gartmayer und Berger / Doppler teilten sich mit anderen Duos den siebzehnten Rang. Heyer / Egger wurden Neunte. Jonas Reckermann mit Markus Dieckmann als Siebte und Zwillingsbruder Christoph mit Andreas Scheuerpflug als Fünfte standen im Gesamtklassement noch weiter oben. Bestes deutschsprachiges Team wurden die Schweizer Kobel / Heuscher, die nach dem Sieg über Rogers / Scott nur die Überlegenheit von Benjamin Insfran und Márcio Araújo anerkennen mussten, die zuvor Baracetti / Conde bezwungen hatten. Das Duell Süd– gegen Nordamerika im kleinen Finale gewannen die Argentinier.

### Stare Jablonki Open (21. bis 25. Juli)
| Platz | Team                              |
| ----- | --------------------------------- |
| 1     | Ricardo Santos / Emanuel Rego     |
| 2     | Tande Ramos / Franco Neto         |
| 3     | Jørre Kjemperud / Vegard Høidalen |
| 4     | Stefan Kobel / Patrick Heuscher   |
| 5     | Benjamin Insfran / Márcio Araújo  |
| 5     | Paul Laciga / Martin Laciga       |
| 7     | Andrew Schacht / Joshua Slack     |
| 7     | Julius Brink / Kjell Schneider    |

Julius Brink und Kjell Schneider schafften es nach überstandener Qualifikation als beste Deutsche auf den geteilten siebten Platz. Die Lacigas wurden Fünfte. Kobel / Heuscher standen nach Niederlagen gegen Tande / Franco und Kjemperud / Høidalen in den letzten beiden Runden einen Platz davor. Ricardo / Emanuel erhielten nach dem Sieg über ihre Landsleute ihre fünfte Goldmedaille in 2004. Österreicher waren in Polen nicht am Start.

### Klagenfurt Grand Slam (28. Juli bis 1. August)
| Platz | Team                                       |
| ----- | ------------------------------------------ |
| 1     | Ricardo Santos / Emanuel Rego              |
| 2     | Tande Ramos / Franco Neto                  |
| 3     | Christoph Dieckmann / Andreas Scheuerpflug |
| 4     | Benjamin Insfran / Márcio Araújo           |
| 5     | Julien Prosser / Mark Williams             |
| 5     | Jochem de Gruijter / Gijs Ronnes           |
| 7     | Mariano Baracetti / Martín Conde           |
| 7     | Dain Blanton / Jeff Nygaard                |

Die bis dahin so erfolgreichen Schweizer konnte am Wörthersee erst zum zweiten Mal kein Beachpaar unter den Topp Acht platzieren. Stefan Kobel / Patrick Heuscher als beste Eidgenossen wurden diesmal nur Dreizehnte. Etwas besser lief es für Robert Nowotny und Peter Gartmayer beim Heimat Grand Slam sowie Jonas Reckermann und Markus Dieckmann, die gemeinsam mit zwei anderen Teams den neunten Platz belegten.
Bruder Christoph an der Seite von Andreas Scheuerpflug verhinderte nach der Niederlage gegen Ricardo / Emanuel durch den Sieg gegen Benjamin und Márcio Araújo den totalen Triumph der Brasilianer. Das Endspiel endete mit dem gleichen Resultat wie in Stare Jablonki.

### Rio de Janeiro Open (28. Juli bis 1. August)
| Platz | Team                                |
| ----- | ----------------------------------- |
| 1     | Markus Dieckmann / Jonas Reckermann |
| 2     | Stefan Kobel / Patrick Heuscher     |
| 3     | Sascha Heyer / Markus Egger         |
| 4     | Ricardo Santos / Emanuel Rego       |
| 5     | Fábio Luiz / Paulo Emilio           |
| 5     | Fred Souza / Harley Marques         |
| 7     | Benjamin Insfran / Márcio Araújo    |
| 7     | Roman Arkajew / Dmitri Barsuk       |

Die Olympiasieger ließen es nach den Spielen etwas ruhiger angehen und verpassten knapp das Treppchen. Auf dem standen bei der letzten Veranstaltung des Jahres zum ersten Mal nur Beachpaare aus deutschsprachigen Ländern. Markus Dieckmann und Jonas Reckermann bezwangen nach dem Sieg über die Brasilianer auch Kobel / Heuscher, die im Schweizer Halbfinale die Nase vorn hatten, und sicherten sich so ihre zweite Goldmedaille der Spielzeit. Heyer / Egger konnten sich nach der Niederlage gegen die Landsleute mit Bronze trösten.
Gosch / Strauß, das einzige österreichische Duo in der zweitgrößten Stadt Brasiliens, belegte satz- und sieglos gemeinsam mit Polte / Schoen und noch hinter Brink / Kjell Schneider, die Siebzehnte wurden, den 25. Platz.

## Auszeichnungen des Jahres 2004
| FIVB Tour Champion | Ricardo Santos / Emanuel Rego |